# كامبو دي أرجانيان
كامبو دي أرجانيان (بالإسبانية: Campo de Argañán)‏ هو كوماركا فرعية لكوماركا ثيوداد رودريجو في الجنوب الغربي لمقاطعة سلامنكا، التابعة لمنطقة الحكم الذاتي قشتالة وليون. لا تتوافق حدودها مع التقسيم الإداري، ولكن مع ترسيم الحدود الجغرافية الأرضية والتاريخية- التقليدية.